# Tine Mortier
Tine Mortier (Waregem, 15 december 1970) is een Belgische schrijver van kinderboeken.

## Leven
Mortier groeide op in Avelgem en studeerde vertaler Engels-Nederlands-Spaans aan de Mercator Hogeschool in Gent. Via een uitwisselingsproject studeerde ze een jaar in Madrid, waar ze verliefd werd op de Spaanse zon. In 1996 leerde ze haar man kennen tijdens een reis naar Ecuador en vijf jaar later trokken ze met hem en hun twee zoontjes opnieuw naar Ecuador, waar ze Engelse les ging geven.

## Werk
Mortier debuteerde in 2005 met Zoeperman, een prentenboek over een kleine held die de wereld en vooral zijn buurmeisje wil redden. Haar debuut ontstond uit een moment van verveling en ze zocht inspiratie in de avonturen van haar zoontje. Ze schrijft naast kinderboeken ook kortverhalen voor onder meer Boekieboekie en Het Blad van Vos en Haas. Daarnaast geeft ze ook schrijfcursussen en schrijft ze recensies voor De Leeswelp, De Recensent, Vertel Eens en Cutting Edge.  
Ze is auteur van onder meer Mare en de dingen, een prentenboek met illustraties van Kaatje Vermeire. Mare is ongeduldig en heeft een goede band met haar grootmoeder. Maar haar grootmoeder kan plots niet meer spreken en Mare bedenkt haar eigen manier om contact te hebben met oma. Mortier schrijft een ontroerend en grappig vertelboek met een moeilijke thematiek, maar doet dit op een eenvoudige manier die mooi aangevuld wordt door de illustraties.
Ze werkt voor haar boeken onder meer samen met Ann De Bode, Marjolein Pottie en Anne Westerduin. Haar boeken zijn vaak gebaseerd op eigen avonturen in Zuid-Amerika. Bruin! en Raar! gaan bijvoorbeeld over Paco, een jongen met een Belgische moeder en een vader uit Ecuador, die te maken krijgt met racisme. Naast prentenboeken schrijft ze af en toe voor volwassenen en sommige van haar kinderboeken zijn vertaald in het Chinees, Frans en Noors.

## Bekroningen
- 2011: Vlag en Wimpel van de Griffeljury voor Angèle de Verschrikkelijke